# مارتن وارتون
مارتن وارتون (بالإنجليزية: Martin Wharton)‏ هو سياسي بريطاني، ولد في 6 أغسطس 1944 في المملكة المتحدة. انتخب Bishop of Newcastle (England) ‏ (1997 – 2014) وانتخب Bishop of Kingston ‏ (1992 – 1997).